# Roberto Enríquez Lavaud
Roberto Antonio Enríquez Lavaud (Caracas, 14 de julio de 1968) es un abogado, político y exdiputado venezolano, presidente del partido Copei del sector de jure, además desde el 16 de marzo de 2025 es Secretario ejecutivo pro tempore de la Plataforma Unitaria.

## Reseña biográfica
Enríquez nació en La Parroquia La Candelaria el 14 de julio de 1968 Municipio Libertador de Caracas, Venezuela sus padres Manuel Roberto Enríquez y Yvonne Marie Lavaud.

## Carrera
El 2 de abril de 2017 fue detenido en la Dirección General de Contrainteligencia Militar bajo la acusación de traición a la patria e instigación a la rebelión. El 6 de abril se refugió en la Residencia del Embajador de la República de Chile en Venezuela en calidad de huésped, donde permaneció durante cuatro años asilado. En agosto de 2021 abandona la embajada para participar en los diálogos de México.
Ha participado desde la primera ronda de acuerdos de diálogo en México entre la Plataforma Unitaria (que incluye al gobierno de Juan Guaidó) en el 2021 y el gobierno de Nicolás Maduro. El 14 de junio de 2023, oficializó su inscripción a las elecciones primarias de la Plataforma Unitaria de 2023, retirándose de las mismas el 13 de octubre.